# La Roque-Baignard
La Roque-Baignard ist eine französische Gemeinde mit 105 Einwohnern (Stand 1. Januar 2022) im Département Calvados in der Region Normandie. Sie gehört zum Kanton Mézidon Vallée d’Auge und zum Arrondissement Lisieux. 
Sie grenzt im Norden an Auvillars, im Osten an Manerbe, im Süden an Montreuil-en-Auge und im Westen an Léaupartie.

## Weblinks

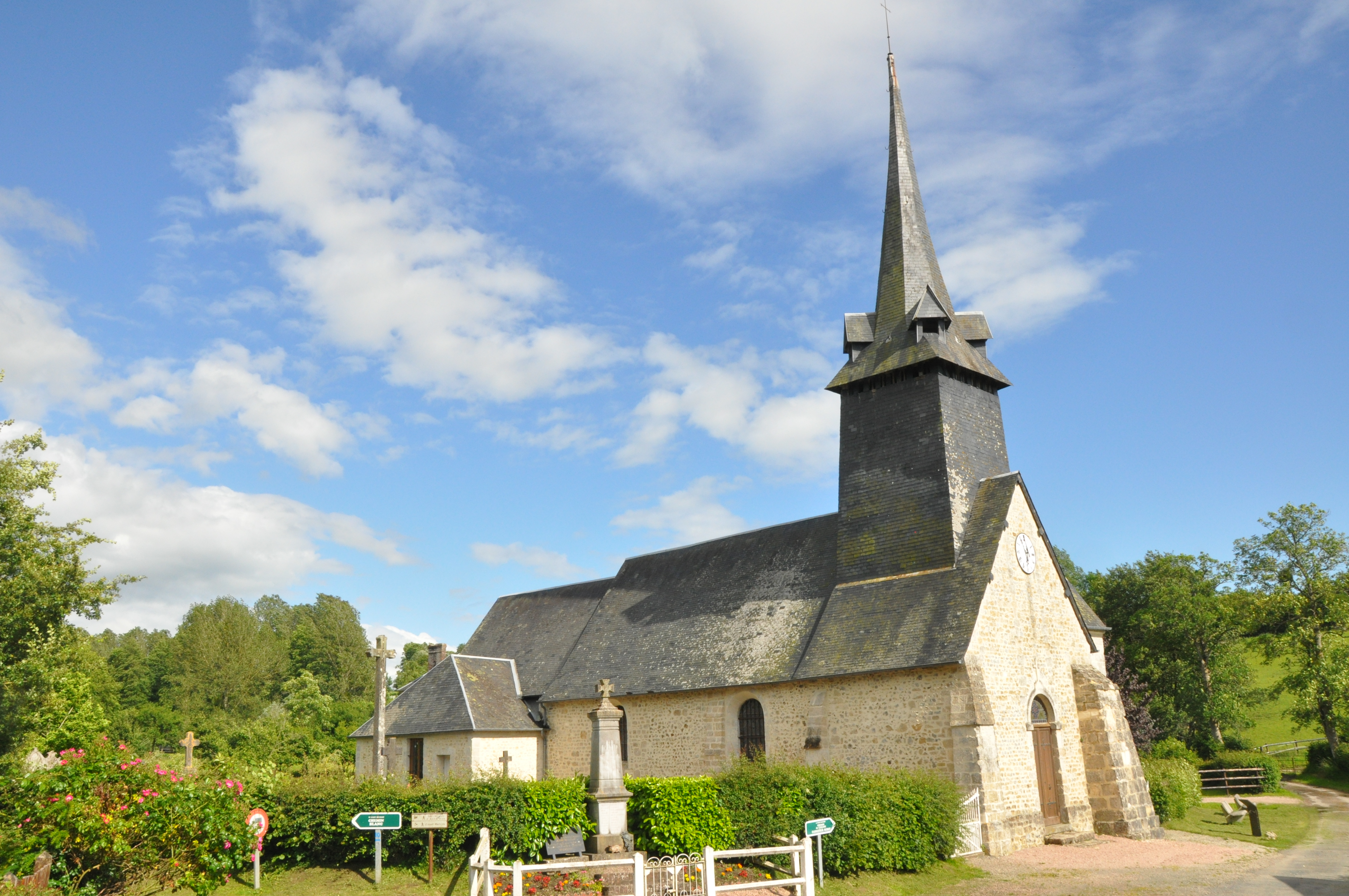
Kirche Saint-Martin

## Bevölkerungsentwicklung
| Jahr      | 1962 | 1968 | 1975 | 1982 | 1990 | 1999 | 2008 | 2015 |
| --------- | ---- | ---- | ---- | ---- | ---- | ---- | ---- | ---- |
| Einwohner | 99   | 87   | 67   | 57   | 93   | 116  | 130  | 112  |

## Sehenswürdigkeiten
- Kriegerdenkmal
- Kirche Saint-Martin